# 北上花巻道路
北上花巻道路（きたかみはなまきどうろ）は、岩手県北上市から同県花巻市にかけて事業中の国道4号改良事業である。

## 概要

### 道路諸元
- 起点 : 岩手県北上市村崎野（北上工業団地口交差点）
- 終点 : 岩手県花巻市山の神（花巻東B.P.南口交差点）
- 全長 : 3.1 km
- 車線数 : 4車線

### 概説
国道4号は東京都から青森県へと至る延長約850kmの広域道路であり、日本一の長さを誇る国道として東日本の背骨を形成する幹線道路の機能を有している。
このうち沿線9都県で最長の延長約200kmを占める岩手県では、沿岸部を南北に貫く国道45号や東西軸の国道46号、国道107号等と共に東北自動車道ほか高規格幹線道路を補完する役割を果たしている。
このうち一関市から花巻市にかけてのいわゆる“県南”と呼ばれる地域においては、工業と農業が共存する域内の産業基盤を物流面で支えるほか、世界遺産にも登録されている平泉中尊寺等の歴史的遺産や宮沢賢治ゆかりの花巻市、一関市・西和賀町といった温泉地へのアクセス路として、地域の観光振興と交流促進にも一役買っている。
このため国土交通省では早くから国道4号の機能強化を図り、これまでに前沢バイパスや石鳥谷バイパス等が完成したほか、2019年現在も水沢東バイパス等の整備や金ケ崎バイパス等の4車線化事業が進められている。
これに対し北上市・花巻市境の区間（約3km）では永らく対面通行の往復2車線区間として取り残されているが、沿線の住宅着工数や自動車保有台数の増加に両市間の交流拡大も相俟って同区間の交通量は増加傾向にあり、隣接する北上バイパスや花巻東バイパスと比較しても高い混雑度が記録されている。また、当該区間は車線幅員3.25m・路肩幅員0.55mの狭隘箇所となっている関係で、積雪のある冬期間においては充分な堆雪場が確保されず旅行速度の低下がより顕著となっている。加えて、車線減少区間での無理な割り込みによる接触事故や渋滞発生時における追突事故の発生、2019年秋に予定されるキオクシア（旧・東芝メモリ）及び関連企業の進出によって一層の混雑が予想される北上工業団地での移動定時性の向上、第二次救急医療施設であり災害拠点病院にも指定されている岩手県立中部病院への搬送路確保といった観点から、道路機能の拡充と強化が喫緊の課題となっている。
そこで国土交通省では当該区間の改良事業として4車線化を計画し、2019年度より整備事業に向けた事前評価等を実施している。
この道路の完成によって、区間内で先述の定時制・安全性等が確保されると共に、岩手県で唯一の空の玄関口である花巻空港や、花巻市道山の神諏訪線の整備と一体的に東北自動車道花巻パーキングエリアに設置が計画されているスマートインターチェンジへのアクセス性向上といった効果が見込まれている。

## 沿革
前述の国道4号に係る諸問題は沿線地域では永年の懸案事項となっており、かねてより岩手県や北上市、花巻市、金ケ崎町、奥州市および民間団体で構成される「国道4号岩手県南地域拡幅整備促進期成同盟会」は国土交通省に対し道路の改良を陳情してきた。
こうした声を受けて国土交通省岩手国道事務所では、2019年度より先行して起点部の北上工業団地口交差点周辺0.6kmと終点部の花巻東B.P.南口交差点周辺0.5kmの交差点改良に事業着手したほか、同省東北地方整備局にて、2019年6月14日開催の社会資本整備審議会（道路分科会）で区間全体の計画段階評価を実施した。
審議会では「交通容量の確保による渋滞の緩和」「円滑な物流ルートの確保」「交通安全の確保」「安定した救急搬送ルートの確保」を道路整備事業の主要政策目標とする事等が確認されると同時に、改善策については「全線に渡り現道を拡幅」「ハード面は交差点改良に留め、時差出勤の促進や信号機の運用見直しといったソフト面での対策を併せて実施」という2案が検討され、抜本的な対策となる「全線に渡り現道を拡幅」案が妥当との見解が示された。
審議会での検討結果を踏まえて今後は詳細ルートや道路構造の検討を行うほか、必要に応じ環境影響評価（アセスメント）や、区間延長約3.0kmのうち4車線での都市計画がなされていない北上市側約2.1kmでの計画変更といった手続きを経て、事業開始の前提となる新規事業採択時評価を目指す事となった。
その後、費用便益比が1.5と便益が費用を上回っているとともに、計画段階評価手続きが完了し、事業採択の前提条件が確認できたとされた。また、北上花巻道路の整備により、交通容量を確保し、幹線道路としての速達性向上と交通安全性が向上し、物流効率化による地域経済活動を支援するなど、当該事業の整備の必要性・効果は高いと判断され、2020年度に新規事業化された。